# جان جوريس

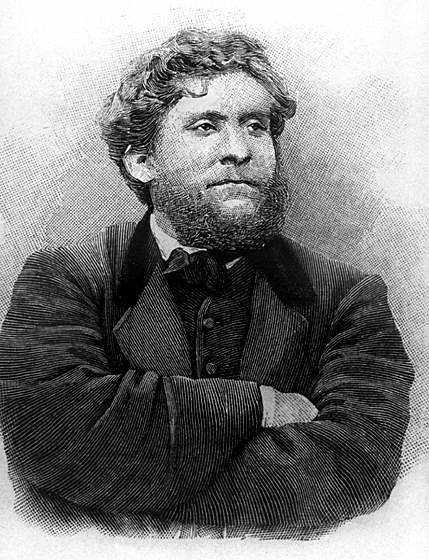
جان جوريس

جان جوريس (بالفرنسية: Jean Jaurès) قائد اشتراكي فرنسي ولد سنة 1859 واغتيل سنة 1914 لمعارضته دخول الحرب ومواقفه السلمية. كان من خريجي مدرسة الأساتذة العليا وكان خطيبًا مفوهاً وله مقالات عديدة. دفن في مقبرة العظماء بباريس بعد اغتياله بعشر سنوات، في سنة 1924.

## مسيرته المهنية المُبكرة
ولد جان جوريس، وهو نجل رجل أعمال ومزارع فاشل، في كاستر (تارن)، لعائلة فرنسية برجوازية متواضعة. أصبح شقيقه الأصغر، لويس أميرالًا ونائبًا جمهوريًا اشتراكيًا.
كان جان طالبًا متفوقًا، تلقى تعليمه في مدرسة سانت باربي الثانوية في باريس وقُبل أولًا في المدرسة العليا للفلسفة في عام 1878، متقدماً على هنري برجسون. حصل على شهادة في الفلسفة بعد امتحانه في الامتحان التنافسي للخدمة المدنية في عام 1881، الذي انتهى به المطاف في المرتبة الثالثة، ثم درّس الفلسفة لمدة عامين في مدرسة ألبي الثانوية قبل إلقاء محاضراته في جامعة تولوز. انتُخب نائبًا جمهوريًا عن إقليم تارن في عام 1885، وكان يجلس إلى جانب الجمهوريين الانتهازيين المعتدلين، وأمام الراديكاليين والاشتراكيين المؤيدين لجورج كليمنصو. ثم دعم كلًا من جول فيري وليون غامبيتا.

### جان المؤرّخ
بعد خوضه منافسة للحصول على مقعد في كاستر في عام 1889 وفشله فيها، عاد هذه المرة تحت راية الاشتراكية إلى مهامه المهنية في تولوز، حيث اهتم بنشاط في الشؤون البلدية وساعد على تأسيس الكلية الطبية للجامعة. أعد أيضًا رسالتين للحصول على درجة الدكتوراه في الفلسفة، («التحديد الأول للاشتراكية الألمانية في كتابات [مارتن] لوثر، [إيمانويل] كانت و[يوهان غوتليب] فيشيت و[جورج فيلهلم فريدريش] هيغل») (1891) ومن واقع العالم الحساس.
أصبح جان مؤرخًا مؤثرًا جدًا في الثورة الفرنسية. دفعه البحث في محفوظات المكتبة الوطنية الفرنسية بباريس إلى صياغة تفسير ماركسي نظري للأحداث. كتب كتابه التاريخ الاشتراكي (1900–2003) تفسيرات ألبرت ماثياز (1874-1932) وألبرت سبول (1914-1982) وجورج يفبفر (1874-1959) الذي جاء للسيطرة على تحليل التدريس من خلال صراع الطبقات الاجتماعية في فترة طويلة في ثمانينات القرن العشرين. أكد جان على الدور المركزي الذي لعبته الطبقة الوسطى في برومير الأرستقراطية، وكذلك ظهور الطبقة العاملة «بدون كيلوت» الذين تبنوا نظرة سياسية وفلسفة اجتماعية هيمنت على الحركات الثورية على اليسار.

## الوصول إلى الشهرة
كان جان جوريس في البداية جمهوريًا معتدلًا، عارض كلا من راديكالية واشتراكية كليمنصو. أصبح لاحقًا اشتراكيًا في أواخر ثمانينات القرن التاسع عشر.
أضرب عمال مناجم كارماو في عام 1892 بسبب إقالة زعيمهم، جان بابتيست كالفيجناك. أجبرت حملة جان الحكومة على التدخل والمطالبة بإعادة كالفيجناك. أعيد انتخاب جان في السنة التالية في الجمعية الوطنية في منصب نائب تارن الاشتراكي، وهو مقعد احتفظ به (باستثناء أربع سنوات من عام 1898 إلى 1902) حتى وفاته.
هُزم في انتخابات عام 1898، وأمضى أربع سنوات دون مقعد تشريعي. ومع ذلك فقد جعلت منه خطاباته الفصيحة قوة يُحسب لها حساب ويُقدر بطلًا فكريًا للاشتراكية. حرر كتاب الجمهورية الصغيرة، وكان إلى جانب إميل زولا أحد أكثر المدافعين نشاطًا عن ألفريد دريفوس (خلال قضية دريفوس التي استقطبت اليمين واليسار) وضباط الجيش، وقرّاء الصحف المثقفين. وافق جان على ألكسندر ميلراند، وإدراج الاشتراكيين في حكومة رينيه فالديك روسو، على الرغم من أن ذلك أدى إلى انقسام لا يمكن إصلاحه، مع القسم الأكثر ثورية بقيادة جول غيسده، وتشكيل حزب الاشتراكيين المستقلين.

## وصلات خارجية
- جان جوريس على موقع الموسوعة البريطانية (الإنجليزية)
- جان جوريس على موقع إن إن دي بي (الإنجليزية)

بعض نصوصه بالفرنسية